# Grammitis azorica
Grammitis azorica là một loài dương xỉ trong họ Polypodiaceae. Loài này được H. Schaf. H. Schaf. mô tả khoa học đầu tiên năm 2005.